# Katholische Grundschule St. Ursula
Die Katholische Grundschule St. Ursula (kurz: St. Ursula) ist eine staatlich anerkannte private Grundschule in Berlin (Steglitz-Zehlendorf). Sie wurde am 29. April 1854 von Ursulinen gegründet. Sie ist damit die älteste katholische Schule in Berlin.
1939 wurde die Schule von den Nationalsozialisten geschlossen und wurde 1948 wieder eröffnet.  Seit 1968 ist das Erzbistum Berlin Schulträger der St. Ursula Schule.

## Profil
Der Unterricht orientiert sich an den Rahmenplänen für Unterricht und Erziehung an den Berliner Schulen. Das Fach Religion ist ordentliches Lehrfach.
Die Schule versteht sich als Vermittler von Grundwerten christlichen Lebens. Als Erziehungsgemeinschaft ist sie bemüht, die ihnen anvertrauten Kinder zu verantwortungsbewussten Menschen zu erziehen. Es wird großer Wert auf eine ganzheitliche Erziehung gelegt. Das Lernen mit Kopf, Herz und Hand soll jedem Schüler und jeder Schülerin individuell ermöglicht werden. Hilfsmittel hierfür sind unter anderem der Morgenkreis, Freiarbeit und vernetzter Unterricht.
Es gibt folgende Arbeitsgemeinschaften: Töpfern, Chor, Instrumentalmusik, Jonglieren, Fußball, Tanz, Französisch, Schach, Computer.
Auch Hausaufgabenbetreuung wird angeboten. Als Fremdsprache wird ab der dritten Jahrgangsstufe Englisch unterrichtet.
Durch das Projekt der „Konfliktlotsen“ lernen die Kinder ihre Streitigkeiten friedlich zu lösen. Die Beratungslehrer stehen den Schülerinnen und Schülern immer für vermittelnde Gespräche zur Verfügung.

## Geschichte
Als älteste katholische Schule im damals noch nicht gegründeten Bistum Berlin trug sie nicht nur zur christlich geprägten Erziehung im Elementarbereich bei, sondern sorgte vor allem für eine höhere Schulbildung von Mädchen und jungen Frauen. Über einen Zeitraum von 120 Jahren besuchten Schülerinnen von der Einschulung bis zum Abitur diese Schule.

### Gründung
1854 begannen die Ursulinen in Berlin ihre Tätigkeit. Zwischen 1857 und 1911 wurden die ersten Lehrerinnen ausgebildet. 1912 wurde das erste Schulhaus in der Lindenstraße (jetzt Axel-Springer-Straße 39) bezogen. Zunächst wurde die Schule als Gymnasium ausschließlich für Mädchen gegründet. Das erste Abitur wurde 1919 abgelegt. Im Schuljahr 1924/25 erreichte die Schule ihre bisher höchste Schüleranzahl von damals 704 Schülerinnen.

### Zwangsschließung durch Nationalsozialisten
1937 musste auf Druck der Nationalsozialisten das Schul- und Klostergrundstück an die Feuerwehr verkauft werden. Es folgte nach längerem Suchen ein Umzug nach Berlin-Dahlem auf ein Pachtgrundstück in die Kleinaustraße 10, wo anfangs noch eine „Heimschule“ für Diplomatentöchter geführt werden konnte. Im Mai 1939 wurde die restliche Schule in Dahlem zwangsgeschlossen. In dieser Zeit gingen viele der Schwestern nach Chile, um dort eine neue Schule zu gründen. Nur einige wenige blieben und gingen, nachdem 1941 kein Betrieb mehr in der Kleinaustraße möglich war, nach Neustadt an der Dosse.

### Neubeginn
1948 wurde eine Grund- und Oberschule für Mädchen geschaffen. 1956 konnte nach 17-jähriger Unterbrechung zum ersten Mal wieder ein Jahrgang das Abitur an der St. Ursula Schule ablegen. 1964 erfolgte die Grundsteinlegung des Schulgebäudes auf dem heutigen Gelände in Zehlendorf. 1966 wurde das neue Schulgebäude offiziell eingeweiht. 1968 übernahm das Bischöfliche Ordinariat die Trägerschaft.

### Aufnahme von Jungen und Schließung des Gymnasiums
In den 1970er Jahren wurde mit der Aufnahme von Jungen begonnen. Am 1. September 1976 wurde beschlossen, das Gymnasium zu schließen und sich ganz auf die Grundschularbeit zu konzentrieren. Im August 1979 beschlossen die Ursulinen Berlin zu verlassen und nach Niederalteich zu ziehen. Im Anschluss daran übernahm Maria Althaus die Leitung der Grundschule, Herr Jürgen Wanjura betreute die auslaufende Gymnasiale Oberstufe. Im Dezember 1982 wurde der letzte Abiturjahrgang von  Joachim Kardinal Meisner verabschiedet. Im Januar 1983 wurde der Anbau der Schule mit vier weiteren Klassenräumen fertiggestellt. Am 24. Februar 1984 weihte Kardinal Meisner den Neubau ein. Nach achtjähriger Schulleitung trat Maria Althaus am 31. Januar 1987 in den Ruhestand. Josef Souvageol wurde Schulleiter. Am 1. August 2009 übernahm Gabriela Stepczynski die Schulleitung.

## Förderverein
Seit 1970 existiert der „Verein der Freunde der St. Ursula Schule“. Durch die schwachen Haushaltskassen in Berlin und die zusätzlich abnehmende finanzielle Unterstützung privater Schulen durch den Berliner Senat versucht der Verein, der Schule durch Spenden finanziell Unterstützung zu leisten.

## Bekannte Schüler
- Ina Czyborra (* 1966), Mitglied des Abgeordnetenhauses von Berlin